# Giro delle Dolomiti
Il Giro delle Dolomiti è stata una corsa a tappe italiana di ciclismo su strada, svoltasi nelle regioni del Veneto, Friuli-Venezia Giulia e Trentino-Alto Adige dal 1948 al 1951.
Collocata in calendario tra fine agosto e inizio settembre, nella prima edizione fu riservato sia a dilettanti, sia ad indipendenti, nella seconda ai soli dilettanti mentre nelle successive due fu riservata agli indipendenti.
Il record di vittorie appartiene a Giacomo Zampieri, mentre il plurivincitore di tappe è Giovanni Roma con tre frazioni vinte, una nel 1950 e due nel 1951.

## Albo d'oro
Aggiornato all'edizione 1951.
| Anno | Vincitore         | Secondo            | Terzo            |
| ---- | ----------------- | ------------------ | ---------------- |
| 1948 | Luciano Cremonese | Giovanni Pinarello | Eligio Vacchiani |
| 1949 | Giacomo Zampieri  | Elio Brasola       | Giovanni Roma    |
| 1950 | Bortolo Bof       | Livio Isotti       | Elio Brasola     |
| 1951 | Giacomo Zampieri  | Giovanni Roma      | Donato Zampini   |